# Helena (peça)
Helena (em grego clássico: Ἑλένη, Helenē) é um drama de Eurípides sobre Helena, produzido pela primeira vez em 412 a.C. para a Dionísia em uma trilogia que também continha a perdida peça Andrômeda. A peça tem muito em comum com Ifigênia em Táuride, que se acredita ter sido encenada na mesma época.